# Andvari

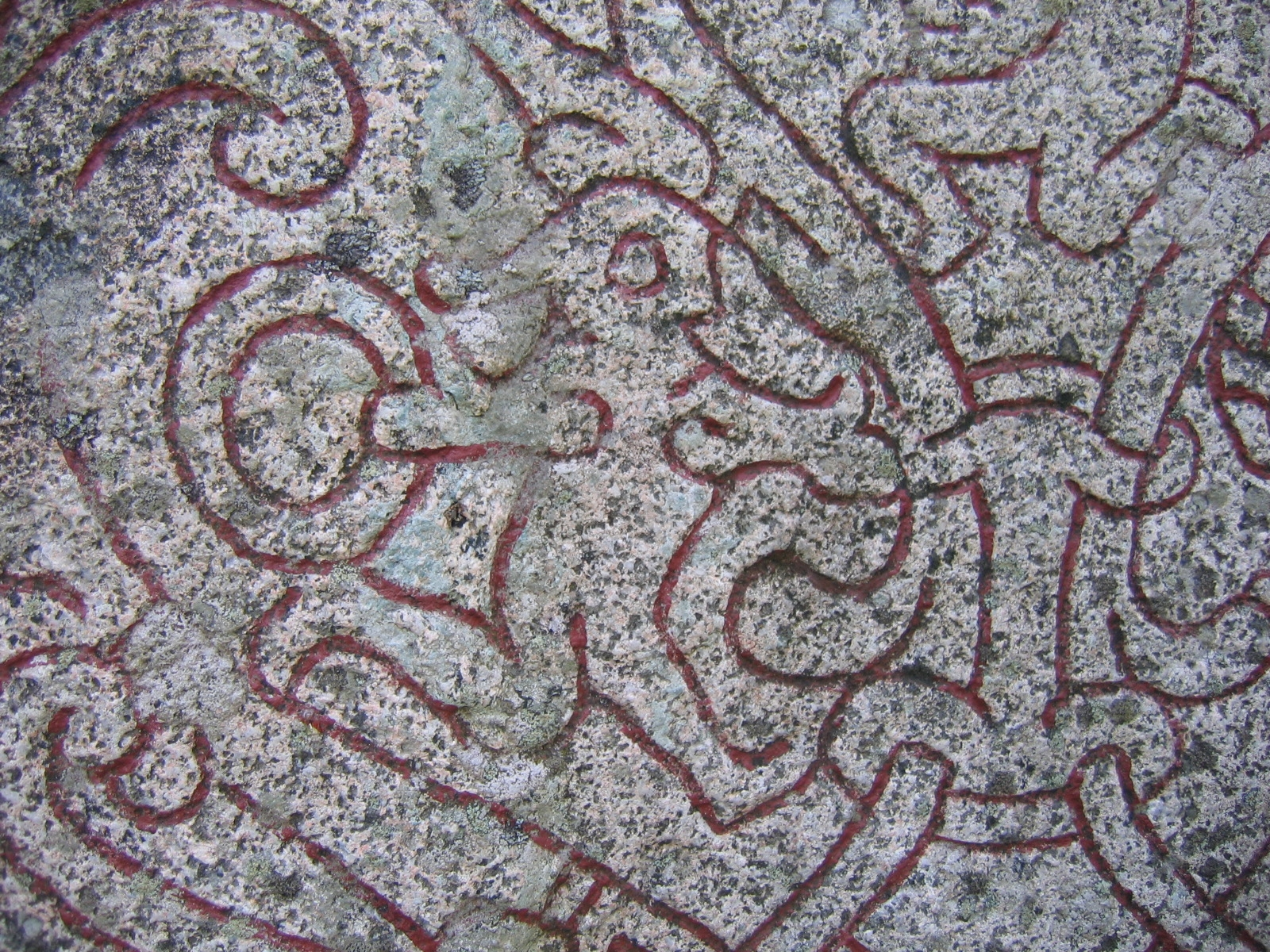
Parte de la piedra de Drävle (runa U1167) que muestra a Andvari.

En la mitología nórdica, Andvari (nórdico antiguo: cuidadoso o cauteloso)
era un enano que vivía bajo una cascada y tenía el poder de convertirse en un pez a voluntad. Tenía un anillo mágico llamado Andvarinaut, que lo ayudó a ser rico. En la versión de Richard Wagner del El Anillo del Nibelungo es conocido como Alberich. 
Loki lo capturó (con una red que Ran le había provisto) y lo forzó a entregarle su oro y Andvarinaut. Andvari maldijo Andvarinaut con la amenaza que este destruiría a quien lo poseyera, llevando (inevitablemente) a muchas desgracias. 
Luego de la muertes de Brunilde y Sigurd, Gunther deja el oro en una cueva. Años más tarde, Andvari descubre la cueva y su oro perdido. Sin embargo, su anillo está perdido para siempre.